# Marich Man Singh Shrestha
Marich Man Singh Shresta (język nepalski मरिचमान सिंह श्रेष्ठ; ur. 1 stycznia 1942 w Khalanga Bazar, zm. 15 sierpnia 2013 w Katmandu) – nepalski polityk, premier Nepalu od 1986 do 1990 roku.
Etnicznie przynależał do grupy Newarów, został pierwszym nepalskim premierem z tej społeczności. Uczył się w Indiach, następnie został szkolnym nauczycielem, a od 1962 dyrektorem szkoły. W 1973 został po raz pierwszy wybrany do parlamentu, sprawował później funkcje ministerialne. Do 1986 roku kierował Zgromadzeniem Narodowym, następnie powołany na stanowisko premiera pomimo bezpartyjności. W 1987 przez rok kierował pracami SAARC. Na czas jego czteroletniej kadencji przypadła szesnastomiesięczna blokada handlowa Indii. W 1989 stanął po stronie króla i przeciw protestującym domagającym się demokratyzacji. Wkrótce potem wobec protestów król pozbawił go stanowiska. Zmarł wskutek zapalenia płuc, na własną prośbę został przetransportowany z Delhi do Katmandu, aby umrzeć w ojczyźnie. Został pochowany z państwowym pogrzebem.